# غابة أمجوض
غابة أمجوض (تيفيناغ: ⴰⵎⴻⵊⵓⴹ) هي غابة تقع في منطقة القبائل، على بعد 5 كم جنوب مدينة تيزي وزو، الجزائر، تدار من قبل هيئة حماية غابات تيزي وزو تحت إشراف المديرية العامة للغابات.

## نبذه تاريخية
عانت العديد من الغابات في الجزائر من الحرائق والتقطيع والعوامل الطبيعية، وأيضًا العوامل السياسية، حيث كانت تشغل مساحات واسعة أكبر مما هي عليه الآن، بسبب السياسة التي اتبعتها فرنسا في قطع الكثير من الأشجار، ونذكر على سبيل المثال إنه في سنة 1830 وصلت المساحة المغطاة بالغابات الى 4 مليون هكتار ثم اصبحت في سنة 1950 حوالي 3.2 مليون هكتار.

## موقع
- شمال: بلدية تيزي وزو.
- شرق: بني زمنزر
- غرب: إمزذاثن.

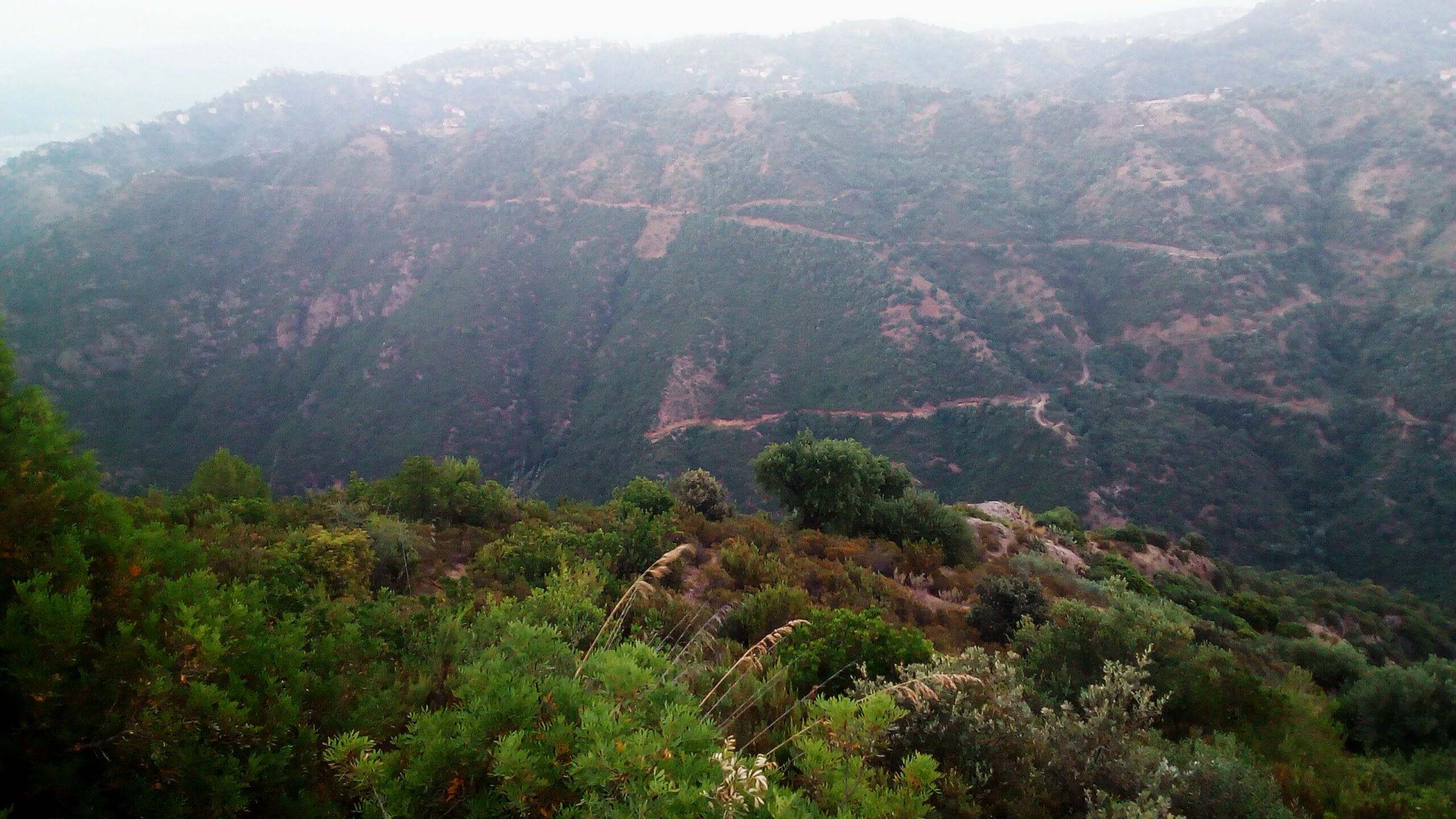
منظر باتجاه غابة أمجود الحدودية.

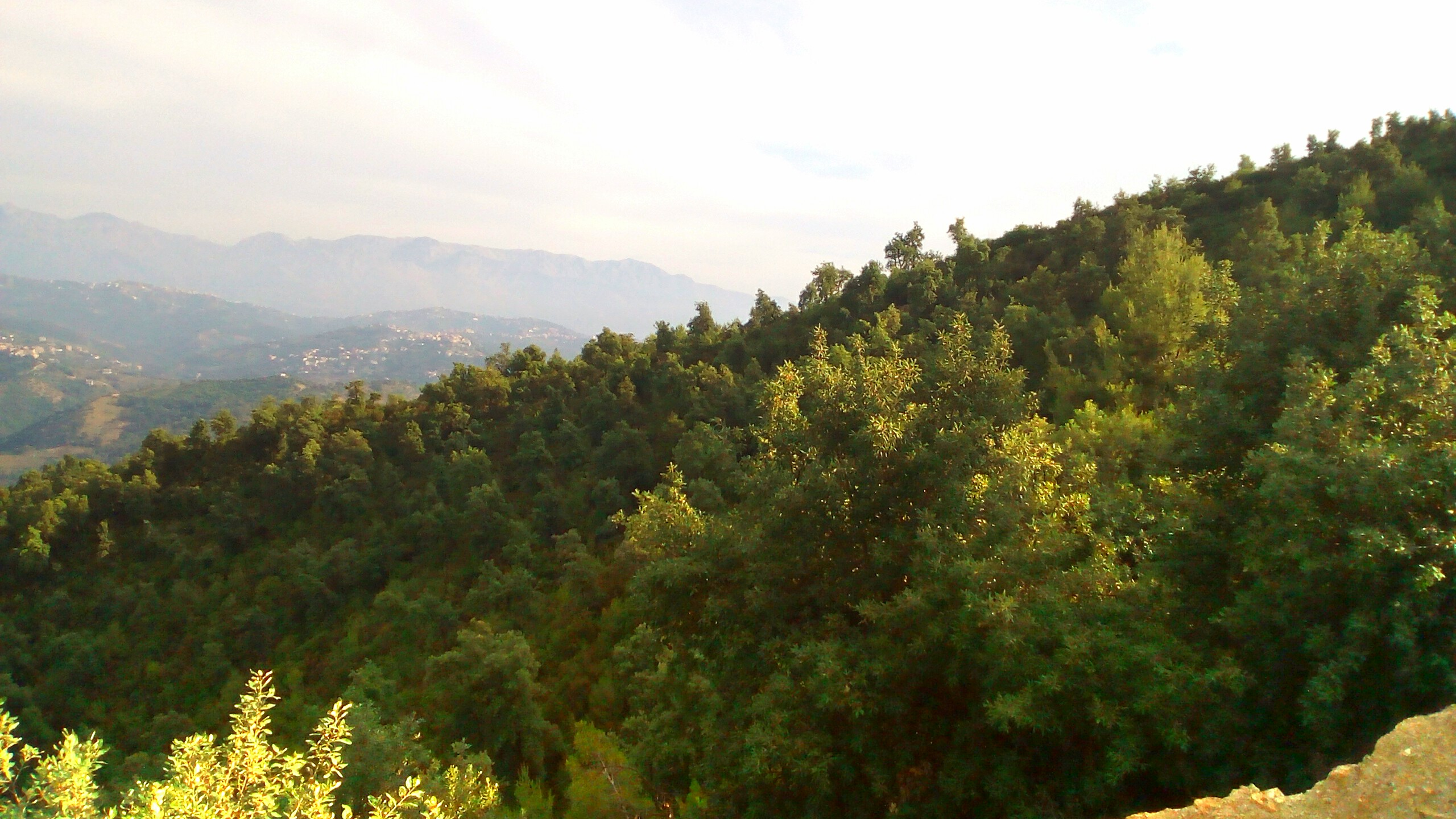

- جنوب: قرية إمزذاثن وبلدية المعاتقة.